# Fall Guys: Ultimate Knockout
Fall Guys: Ultimate Knockout je multiplayerová battle royale plošinovka vydaná v roce 2020 pro Microsoft Windows a PlayStation 4. Po vzoru televizních soutěží Takešiho hrad a Wipeout až 60 hráčů zdolává souběžně překážkovou dráhu a soutěží v různých minihrách. Průběh jednoho klání (které trvá kolem 15 minut) je rozdělen na několik kol. Každé kolo obsahuje jinou dráhu či minihru, na jejímž konci je několik až několik desítek hráčů vyřazeno, až zůstane jen jeden vítěz. Hra byla do 21. června 2022 dostupná na platformě Steam, od té doby je k dispozici zdarma v obchodě Epic Games Store. Byla vydána také na konzolích Nintendo Switch, PlayStation 4, PlayStation 5, Xbox One a Xbox Series X/S. Na všech platformách je podporován cross-play.